# Farfetch
Farfetch ist ein internationales E-Commerce-Unternehmen, das Designermode von Boutiquen aus der ganzen Welt verkauft. Es wurde 2008 vom portugiesischen Entrepreneur José Neves gegründet.

## Geschichte
Farfetch wurde 2008 vom portugiesischen Entrepreneur José Neves ins Leben gerufen, der bereits seit Gründung seiner Schuh-Designfirma SWEAR, Mitte der 1990er Jahre im Bereich Fashion-Start-ups tätig war. 2001 folgte der erste Vorstoß in den Handel mit der Eröffnung des Londoner B Store. Das Unternehmen fungierte als Einzelhandel, Großhandel und Mode-Lizenzierungsunternehmen in einem und vermittelte aufstrebende Nachwuchslabels an Boutiquen. Während der Pariser Fashion Week entwickelte Neves seine Idee eines virtuellen Handelsplatzes für Boutiquen. Er hatte viele Boutiquenbesitzern kennengelernt, die alle darüber klagten, dass die Geschäfte schlecht liefen, weil die Kundschaft vor Ort nicht mehr ausreichte, die Boutiquen aber keine Erfahrung mit Online-Handel hatten. Im Jahr 2013 erinnerte sich Neves im Daily Telegraph: They had amazing taste levels but they were having to play it increasingly safe. (Deutsch: „Diese Leute hatten ein unglaubliches Gespür für Mode, waren beim Einkauf aber mehr und mehr gezwungen, vorsichtig zu sein.“) Aus diesem Grund entschied sich Neves, die Webseite Farfetch zu gründen, um es unabhängigen Boutiquen zu ermöglichen, im Wettbewerb zu bestehen und gleichzeitig ihre Ladengeschäfte und ihre visuelle Identität zu behalten. 2017 wurde Natalie Massenet, die Gründerin von Net-a-Porter, für das Unternehmen gewonnen. Im selben Jahr investierte JD.com im Rahmen einer strategischen Partnerschaft 397 Mil. US-Dollar in Farfetch.
2019 kaufte Farfetch das italienische Unternehmen New Guards Group für 675 Millionen US-Dollar auf. Die New Guards Group ist Inhaber der Lizenzrechte von Marken wie Off-White, Palm Angels, Marcelo Burlon County of Milan, Heron Preston, Alanui, Unravel Project und Kirin Peggy Gou. Mit dem Kauf gehen die Rechte in den Besitz von Farfetch über.

## Unternehmen
Das Geschäftsmodell unterscheidet sich von anderen Internet-Versandhändlern dadurch, dass die Website von Farfetch als virtueller Marktplatz funktioniert, auf dem kleinere Boutiquen aus der ganzen Welt auf Kommissionsbasis ihre Waren anbieten. Neben der Firmenzentrale in London unterhält Farfetch zusätzlich Büros in New York City, Los Angeles, Guimarães, Porto, Lissabon, São Paulo, Moskau, Shanghai, Hongkong und Tokio. Das Unternehmen betreibt Websites auf Englisch, Französisch, Japanisch, Mandarin, Portugiesisch, Koreanisch, Deutsch, Russisch und Spanisch und bedient Kunden in 190 Ländern. Im Januar 2017 beschäftigte Farfetch mehr als 1000 Mitarbeiter weltweit.
Farfetch unterteilt seine Labels in zwei Kategorien: hochpreisige „luxe“ Labels sowie Newcomer- und experimentelle Labels, die unter „lab“ zusammengefasst werden. Eine dritte Kategorie mit moderner Alltagsmode wurde im September 2014 in „lab“ aufgenommen, um den Kunden das Navigieren auf der Webseite und Shoppen zu erleichtern.
Farfetchs Haupteinnahmequelle sind Luxusmarken wie Valentino, Saint Laurent, Givenchy und Comme des Garçons, doch auch weniger bekannte Labels gelten als wichtig für das Geschäftsmodell von Farfetch, dessen Marketing die Position des Unternehmens „einen Schritt links der Mitte“ sieht, weil Farfetch eine große Bandbreite an Ware anbiete und für ein „breites Spektrum an Kunden“ interessant sei.
Indem es die „London Showrooms“ des British Fashion Council sponsert, unterstützt Farfetch Labels jenseits des Mainstreams und hilft dabei, britische Designer international bekannt zu machen. Außerdem hat Farfetch 15 Labels aus seinen brasilianischen Partner-Boutiquen mit seinem Projekt „Destination Brasil“ promotet, um unbekannte lokale Designer einer globalen Kundschaft zuzuführen.